# Wahlkreis L’Aquila (Camera dei deputati)
Der Wahlkreis L’Aquila war von 1993 bis 2005 und ist seit 2017 wieder ein Wahlkreis (italienisch collegio elettorale) für die Wahl der Abgeordnetenkammer.

## Von 1993 bis 2005

### Wahlkreisgebiet
Der Wahlkreis umfasste 39 Gemeinden: Acciano, Barete, Barisciano, Cagnano Amiterno, Calascio, Campotosto, Capitignano, Caporciano, Carapelle Calvisio, Castel del Monte, Castelvecchio Calvisio, Collepietro, Fagnano Alto, Fontecchio, Fossa, L’Aquila, Lucoli, Magliano de' Marsi, Massa d'Albe, Montereale, Navelli, Ocre, Ofena, Ovindoli, Pizzoli, Poggio Picenze, Prata d’Ansidonia, Rocca di Cambio, Rocca di Mezzo, San Benedetto in Perillis, San Demetrio ne' Vestini, San Pio delle Camere, Sante Marie, Sant’Eusanio Forconese, Santo Stefano di Sessanio, Scoppito, Tornimparte, Villa Santa Lucia degli Abruzzi und Villa Sant’Angelo.

### Wahlergebnisse

#### Parlamentswahl 1994

##### Direktstimmen
| Kandidaten               | Kandidaten                       | Parteien                 | Stimmen | %    |
| ------------------------ | -------------------------------- | ------------------------ | ------- | ---- |
|                          | Francesco Aloisiogewählt         | Progressisti             | 24.267  | 33,2 |
|                          | Berardino Giovanni Angelo Ciucci | Alleanza Nazionale       | 17.480  | 23,9 |
|                          | Giorgio Castellani               | Patto per l’Italia       | 13.975  | 19,1 |
|                          | Alfonso Vicentini                | Forza Italia – CCD – UdC | 12.717  | 17,4 |
|                          | Gaudenzio Leonardis              | Alleanza Municipalità    | 4.671   | 6,4  |
| Gesamt                   | Gesamt                           | Gesamt                   | 73.110  | 100  |
|                          |                                  |                          |         |      |
| Ungültige Stimmen        | Ungültige Stimmen                | Ungültige Stimmen        | 5.501   | 7,0  |
| Wähler                   | Wähler                           | Wähler                   | 78.611  | 80,0 |
| Wahlberechtigte          | Wahlberechtigte                  | Wahlberechtigte          | 98.298  |      |
|                          |                                  |                          |         |      |
| Quelle: Innenministerium |                                  |                          |         |      |

##### Listenstimmen
| Parteien                             | Parteien              | Parteien                           | Stimmen | %    |
| ------------------------------------ | --------------------- | ---------------------------------- | ------- | ---- |
|                                      | Progressisti          | Partito Democratico della Sinistra | 13.146  | 18,0 |
| Partito della Rifondazione Comunista | Progressisti          | 4.483                              | 6,2     |      |
| Partito Socialista Italiano          | Progressisti          | 2.940                              | 4,0     |      |
| Federazione dei Verdi                | Progressisti          | 2.298                              | 3,2     |      |
| La Rete                              | Progressisti          | 1.415                              | 1,9     |      |
| ↳ Gesamt                             | Progressisti          | 24.282                             | 33,3    |      |
|                                      | Alleanza Nazionale    | Alleanza Nazionale                 | 14.905  | 20,4 |
|                                      | Patto per l’Italia    | Partito Popolare Italiano          | 12.285  | 16,9 |
|                                      | Forza Italia          | Forza Italia                       | 11.540  | 15,8 |
|                                      | Lista Marco Pannella  | Lista Marco Pannella               | 5.869   | 8,1  |
|                                      | Alleanza Municipalità | Alleanza Municipalità              | 3.700   | 5,1  |
|                                      | Socialdemocrazia      | Socialdemocrazia                   | 312     | 0,4  |
| Gesamt                               | Gesamt                | Gesamt                             | 72.893  | 100  |
|                                      |                       |                                    |         |      |
| Ungültige Stimmen                    | Ungültige Stimmen     | Ungültige Stimmen                  | 5.718   | 7,3  |
| Wähler                               | Wähler                | Wähler                             | 78.611  | 80,0 |
| Wahlberechtigte                      | Wahlberechtigte       | Wahlberechtigte                    | 98.298  |      |
|                                      |                       |                                    |         |      |
| Quelle: Innenministerium             |                       |                                    |         |      |

#### Parlamentswahl 1996

##### Direktstimmen
| Kandidaten               | Kandidaten               | Parteien                | Stimmen | %    |
| ------------------------ | ------------------------ | ----------------------- | ------- | ---- |
|                          | Francesco Aloisiogewählt | L’Ulivo                 | 33.532  | 47,3 |
|                          | Enzo Mario Nino Lombardi | Polo per le Libertà     | 29.945  | 42,2 |
|                          | Claudio Cerone           | Fiamma Tricolore        | 4.693   | 6,6  |
|                          | Stefano Frapiccini       | Lista Pannella – Sgarbi | 2.733   | 3,9  |
| Gesamt                   | Gesamt                   | Gesamt                  | 70.903  | 100  |
|                          |                          |                         |         |      |
| Ungültige Stimmen        | Ungültige Stimmen        | Ungültige Stimmen       | 6.085   | 7,9  |
| Wähler                   | Wähler                   | Wähler                  | 76.988  | 77,5 |
| Wahlberechtigte          | Wahlberechtigte          | Wahlberechtigte         | 99.372  |      |
|                          |                          |                         |         |      |
| Quelle: Innenministerium |                          |                         |         |      |

##### Listenstimmen
| Parteien                                          | Parteien                             | Parteien                             | Stimmen | %    |
| ------------------------------------------------- | ------------------------------------ | ------------------------------------ | ------- | ---- |
|                                                   | Polo per le Libertà                  | Alleanza Nazionale                   | 14.872  | 20,9 |
| Forza Italia                                      | Polo per le Libertà                  | 14.033                               | 19,7    |      |
| CCD – CDU                                         | Polo per le Libertà                  | 4.738                                | 6,7     |      |
| ↳ Gesamt                                          | Polo per le Libertà                  | 33.643                               | 47,3    |      |
|                                                   | L’Ulivo                              | Partito Democratico della Sinistra   | 14.044  | 19,8 |
| Popolari per Prodi (PPI – SVP – PRI – UD – Prodi) | L’Ulivo                              | 5.950                                | 8,4     |      |
| Rinnovamento Italiano                             | L’Ulivo                              | 3.560                                | 5,0     |      |
| Federazione dei Verdi                             | L’Ulivo                              | 2.089                                | 2,9     |      |
| ↳ Gesamt                                          | L’Ulivo                              | 25.643                               | 36,1    |      |
|                                                   | Partito della Rifondazione Comunista | Partito della Rifondazione Comunista | 6.598   | 9,3  |
|                                                   | Fiamma Tricolore                     | Fiamma Tricolore                     | 2.676   | 3,8  |
|                                                   | Lista Pannella – Sgarbi              | Lista Pannella – Sgarbi              | 2.494   | 3,5  |
| Gesamt                                            | Gesamt                               | Gesamt                               | 71.054  | 100  |
|                                                   |                                      |                                      |         |      |
| Ungültige Stimmen                                 | Ungültige Stimmen                    | Ungültige Stimmen                    | 5.934   | 7,7  |
| Wähler                                            | Wähler                               | Wähler                               | 76.988  | 77,5 |
| Wahlberechtigte                                   | Wahlberechtigte                      | Wahlberechtigte                      | 99.372  |      |
|                                                   |                                      |                                      |         |      |
| Quelle: Innenministerium                          |                                      |                                      |         |      |

#### Parlamentswahl 2001

##### Direktstimmen
| Kandidaten               | Kandidaten                          | Parteien                 | Stimmen | %    |
| ------------------------ | ----------------------------------- | ------------------------ | ------- | ---- |
|                          | Massimo Cialentegewählt             | L’Ulivo                  | 33.087  | 45,8 |
|                          | Gianfranco Claudio Felice Giuliante | Casa delle Libertà       | 31.030  | 42,9 |
|                          | Maria Fioravanti                    | Lista Di Pietro          | 2.923   | 4,0  |
|                          | Mahmoud Srour                       | Democrazia Europea       | 2.528   | 3,5  |
|                          | Lorenzo Maurizi                     | Fronte Sociale Nazionale | 1.515   | 2,1  |
|                          | Stefano Frapiccini                  | Lista Emma Bonino        | 1.190   | 1,6  |
| Gesamt                   | Gesamt                              | Gesamt                   | 72.273  | 100  |
|                          |                                     |                          |         |      |
| Ungültige Stimmen        | Ungültige Stimmen                   | Ungültige Stimmen        | 4.306   | 5,6  |
| Wähler                   | Wähler                              | Wähler                   | 76.579  | 78,0 |
| Wahlberechtigte          | Wahlberechtigte                     | Wahlberechtigte          | 98.199  |      |
|                          |                                     |                          |         |      |
| Quelle: Innenministerium |                                     |                          |         |      |

##### Listenstimmen
| Parteien                               | Parteien                             | Parteien                             | Stimmen | %    |
| -------------------------------------- | ------------------------------------ | ------------------------------------ | ------- | ---- |
|                                        | Casa delle Libertà                   | Forza Italia                         | 17.730  | 24,9 |
| CCD – CDU                              | Casa delle Libertà                   | 9.012                                | 12,7    |      |
| Alleanza Nazionale                     | Casa delle Libertà                   | 8.974                                | 12,6    |      |
| Nuovo PSI                              | Casa delle Libertà                   | 1.083                                | 1,5     |      |
| ↳ Gesamt                               | Casa delle Libertà                   | 36.799                               | 51,7    |      |
|                                        | L’Ulivo                              | Democratici di Sinistra              | 14.856  | 20,9 |
| La Margherita (Dem – PPI – RI – Udeur) | L’Ulivo                              | 7.748                                | 10,9    |      |
| Il Girasole (FdV – SDI)                | L’Ulivo                              | 1.014                                | 1,4     |      |
| Partito dei Comunisti Italiani         | L’Ulivo                              | 695                                  | 1,0     |      |
| ↳ Gesamt                               | L’Ulivo                              | 24.313                               | 34,2    |      |
|                                        | Italia dei Valori                    | Italia dei Valori                    | 3.437   | 4,8  |
|                                        | Partito della Rifondazione Comunista | Partito della Rifondazione Comunista | 3.013   | 4,2  |
|                                        | Lista Emma Bonino                    | Lista Emma Bonino                    | 1.328   | 1,9  |
|                                        | Democrazia Europea                   | Democrazia Europea                   | 1.184   | 1,7  |
|                                        | Fronte Sociale Nazionale             | Fronte Sociale Nazionale             | 895     | 1,3  |
|                                        | Paese Nuovo                          | Paese Nuovo                          | 140     | 0,2  |
|                                        | Abolizione Scorporo                  | Abolizione Scorporo                  | 57      | 0,1  |
| Gesamt                                 | Gesamt                               | Gesamt                               | 71.166  | 100  |
|                                        |                                      |                                      |         |      |
| Ungültige Stimmen                      | Ungültige Stimmen                    | Ungültige Stimmen                    | 5.413   | 7,1  |
| Wähler                                 | Wähler                               | Wähler                               | 76.579  | 78,0 |
| Wahlberechtigte                        | Wahlberechtigte                      | Wahlberechtigte                      | 98.199  |      |
|                                        |                                      |                                      |         |      |
| Quelle: Innenministerium               |                                      |                                      |         |      |

## Von 2017 bis 2020

### Wahlkreisgebiet
Der Wahlkreis umfasste 90 Gemeinden: Acciano, Aielli, Alfedena, Ateleta, Avezzano, Balsorano, Barete, Barisciano, Barrea, Bisegna, Cagnano Amiterno, Calascio, Campotosto, Canistro, Capestrano, Capistrello, Capitignano, Caporciano, Cappadocia, Carapelle Calvisio, Carsoli, Castel del Monte, Castel di Ieri, Castel di Sangro, Castellafiume, Castelvecchio Calvisio, Castelvecchio Subequo, Celano, Cerchio, Civita d’Antino, Civitella Alfedena, Civitella Roveto, Collarmele, Collelongo, Collepietro, Fagnano Alto, Fontecchio, Fossa, Gagliano Aterno, Gioia dei Marsi, Goriano Sicoli, L’Aquila, Lecce nei Marsi, Luco dei Marsi, Lucoli, Magliano de’ Marsi, Massa d’Albe, Molina Aterno, Montereale, Morino, Navelli, Ocre, Ofena, Opi, Oricola, Ortona dei Marsi, Ortucchio, Ovindoli, Pereto, Pescasseroli, Pescina, Pescocostanzo, Pizzoli, Poggio Picenze, Prata d’Ansidonia, Rivisondoli, Rocca di Botte, Rocca di Cambio, Rocca di Mezzo, Roccaraso, San Benedetto dei Marsi, San Benedetto in Perillis, San Demetrio ne’ Vestini, San Pio delle Camere, San Vincenzo Valle Roveto, Sante Marie, Sant’Eusanio Forconese, Santo Stefano di Sessanio, Scontrone, Scoppito, Scurcola Marsicana, Secinaro, Tagliacozzo, Tione degli Abruzzi, Tornimparte, Trasacco, Villa Santa Lucia degli Abruzzi, Villa Sant’Angelo, Villavallelonga und Villetta Barrea.

### Wahlergebnisse

#### Parlamentswahl 2018
| Kandidaten               | Kandidaten             | Stimmen | %    | Listen                         | Stimmen | %    |
| ------------------------ | ---------------------- | ------- | ---- | ------------------------------ | ------- | ---- |
|                          | Antonio Martinogewählt | 60.650  | 42,5 | Lega per Salvini Premier       | 25.269  | 17,7 |
| Forza Italia             | Antonio Martinogewählt | 60.650  | 42,5 | 24.176                         | 16,9    |      |
| Fratelli d’Italia        | Antonio Martinogewählt | 60.650  | 42,5 | 8.523                          | 6,0     |      |
| Noi con l’Italia – UDC   | Antonio Martinogewählt | 60.650  | 42,5 | 2.682                          | 1,9     |      |
|                          | Giorgio Fedele         | 47.118  | 33,0 | Movimento 5 Stelle             | 47.118  | 33,0 |
|                          | Lorenza Panei          | 25.420  | 17,8 | Partito Democratico            | 18.946  | 13,3 |
| +Europa                  | Lorenza Panei          | 25.420  | 17,8 | 4.921                          | 3,4     |      |
| Italia Europa Insieme    | Lorenza Panei          | 25.420  | 17,8 | 886                            | 0,6     |      |
| Civica Popolare          | Lorenza Panei          | 25.420  | 17,8 | 667                            | 0,5     |      |
|                          | Luigi Fabiani          | 3.950   | 2,8  | Liberi e Uguali                | 3.950   | 2,8  |
|                          | Claudia Pagliariccio   | 1.835   | 1,3  | CasaPound Italia               | 1.835   | 1,3  |
|                          | Alessandro Tettamanti  | 1.815   | 1,3  | Potere al Popolo!              | 1.815   | 1,3  |
|                          | mariateresa Zenobi     | 700     | 0,5  | Partito Comunista              | 700     | 0,5  |
|                          | Pasquale Venditti      | 622     | 0,4  | Italia agli Italiani (FN – FT) | 622     | 0,4  |
|                          | Andrea Reginelli       | 326     | 0,2  | Il Popolo della Famiglia       | 326     | 0,2  |
|                          | Alessandra Priante     | 275     | 0,2  | 10 Volte Meglio                | 275     | 0,2  |
|                          | Enea Giancaterino      | 122     | 0,1  | Partito Valore Umano           | 122     | 0,1  |
| Gesamt                   | Gesamt                 | 142.833 | 100  |                                | 142.833 | 100  |
|                          |                        |         |      |                                |         |      |
| Ungültige Stimmen        | Ungültige Stimmen      | 5.152   | 3,5  |                                |         |      |
| Wähler                   | Wähler                 | 147.985 | 74,8 |                                |         |      |
| Wahlberechtigte          | Wahlberechtigte        | 197.966 |      |                                |         |      |
|                          |                        |         |      |                                |         |      |
| Quelle: Innenministerium |                        |         |      |                                |         |      |

## Seit 2020

### Wahlkreisgebiet
| Wahlkreise – Camera dei deputati – Abruzzen | Wahlkreise – Camera dei deputati – Abruzzen | Wahlkreise – Camera dei deputati – Abruzzen    |
| Provinz                                     | Provinz                                     | Gemeinden nach Provinzen ⮞ Wahlkreis           |
| ------------------------------------------- | ------------------------------------------- | ---------------------------------------------- |
|                                             | Provinz Chieti (104 Gemeinden)              | alle ⮞ Wahlkreis Chieti                        |
|                                             | Provinz L’Aquila (108 Gemeinden)            | alle ⮞ Wahlkreis L’Aquila                      |
|                                             | Provinz Pescara (46 Gemeinden)              | alle ⮞ Wahlkreis Pescara                       |
|                                             | Provinz Teramo (47 Gemeinden)               | 25 ⮞ Wahlkreis L’Aquila 22 ⮞ Wahlkreis Pescara |

Der Wahlkreis umfasst 133 Gemeinden:
- alle 108 Gemeinden der Provinz L’Aquila;
- 25 Gemeinden der Provinz Teramo (Ancarano, Basciano, Bellante, Campli, Canzano, Castel Castagna, Castellalto, Castelli, Cellino Attanasio, Cermignano, Civitella del Tronto, Colledara, Cortino, Crognaleto, Fano Adriano, Isola del Gran Sasso d’Italia, Montorio al Vomano, Penna Sant’Andrea, Pietracamela, Rocca Santa Maria, Sant’Egidio alla Vibrata, Teramo, Torricella Sicura, Tossicia und Valle Castellana).

### Wahlergebnisse

#### Parlamentswahl 2022
| Kandidaten                          | Kandidaten            | Stimmen | %    | Listen                                                  | Stimmen | %    |
| ----------------------------------- | --------------------- | ------- | ---- | ------------------------------------------------------- | ------- | ---- |
|                                     | Giorgia Melonigewählt | 104.811 | 51,5 | Fratelli d’Italia                                       | 61.735  | 30,3 |
| Forza Italia                        | Giorgia Melonigewählt | 104.811 | 51,5 | 22.945                                                  | 11,3    |      |
| Lega per Salvini Premier            | Giorgia Melonigewählt | 104.811 | 51,5 | 18.122                                                  | 8,9     |      |
| Noi Moderati                        | Giorgia Melonigewählt | 104.811 | 51,5 | 2.009                                                   | 1,0     |      |
|                                     | Rita Innocenzi        | 42.641  | 20,9 | Partito Democratico – Italia Democratica e Progressista | 32.332  | 15,9 |
| Alleanza Verdi e Sinistra           | Rita Innocenzi        | 42.641  | 20,9 | 4.953                                                   | 2,4     |      |
| +Europa                             | Rita Innocenzi        | 42.641  | 20,9 | 4.010                                                   | 2,0     |      |
| Impegno Civico – Centro Democratico | Rita Innocenzi        | 42.641  | 20,9 | 1.346                                                   | 0,7     |      |
|                                     | Attilio D’Andrea      | 33.136  | 16,3 | Movimento 5 Stelle                                      | 33.136  | 16,3 |
|                                     | Emanuela Pistoia      | 12.415  | 6,1  | Azione – Italia Viva                                    | 12.415  | 6,1  |
|                                     | Arianna Salvatore     | 3.202   | 1,6  | Italexit per l’Italia                                   | 3.202   | 1,6  |
|                                     | Nicola Stornelli      | 3.197   | 1,6  | Unione Popolare                                         | 3.197   | 1,6  |
|                                     | Daniela Franciosi     | 2.273   | 1,1  | Italia Sovrana e Popolare                               | 2.273   | 1,1  |
|                                     | Enea Giancaterino     | 734     | 0,4  | Vita                                                    | 734     | 0,4  |
|                                     | Stefano D’Amico       | 673     | 0,3  | Sud chiama Nord                                         | 673     | 0,3  |
|                                     | Alessandra Acciaro    | 496     | 0,2  | Alternativa per l’Italia (PdF – Exit)                   | 496     | 0,2  |
| Gesamt                              | Gesamt                | 203.578 | 100  |                                                         | 203.578 | 100  |
|                                     |                       |         |      |                                                         |         |      |
| Ungültige Stimmen                   | Ungültige Stimmen     | 9.742   | 4,6  |                                                         |         |      |
| Wähler                              | Wähler                | 213.320 | 65,2 |                                                         |         |      |
| Wahlberechtigte                     | Wahlberechtigte       | 327.332 |      |                                                         |         |      |
|                                     |                       |         |      |                                                         |         |      |
| Quelle: Innenministerium            |                       |         |      |                                                         |         |      |